# Nassen SG
| SG ist das Kürzel für den Kanton St. Gallen in der Schweiz. Es wird verwendet, um Verwechslungen mit anderen Einträgen des Namens Nassen zu vermeiden. |

Nassen ist eine Ortschaft in der Gemeinde Neckertal im Wahlkreis Toggenburg des Kantons St. Gallen in der Schweiz. Bis 2008 gehörte Nassen zur Gemeinde Mogelsberg.
Nassen liegt an einem Südhang auf rund 700 Meter ü. M. Die Ortschaft zählt rund 300 Einwohnerinnen und Einwohner und weist ein aktives Vereinsleben auf. Zu Nassen gehören Dieselbach und weitere Weiler.
Die Primarschülerinnen und -schüler von Nassen besuchen die Schule in Mogelsberg, die älteren Schüler im Oberstufenzentrum Necker.
Von Nassen führen Strassen hinunter ins Neckertal, nach Ganterschwil und Brunnadern, nach Magdenau und nach Degersheim. Mit öffentlichen Verkehrsmitteln ist Nassen nicht erreichbar – der Bahnhof Mogelsberg ist rund 2,5 Kilometer von Nassen entfernt.

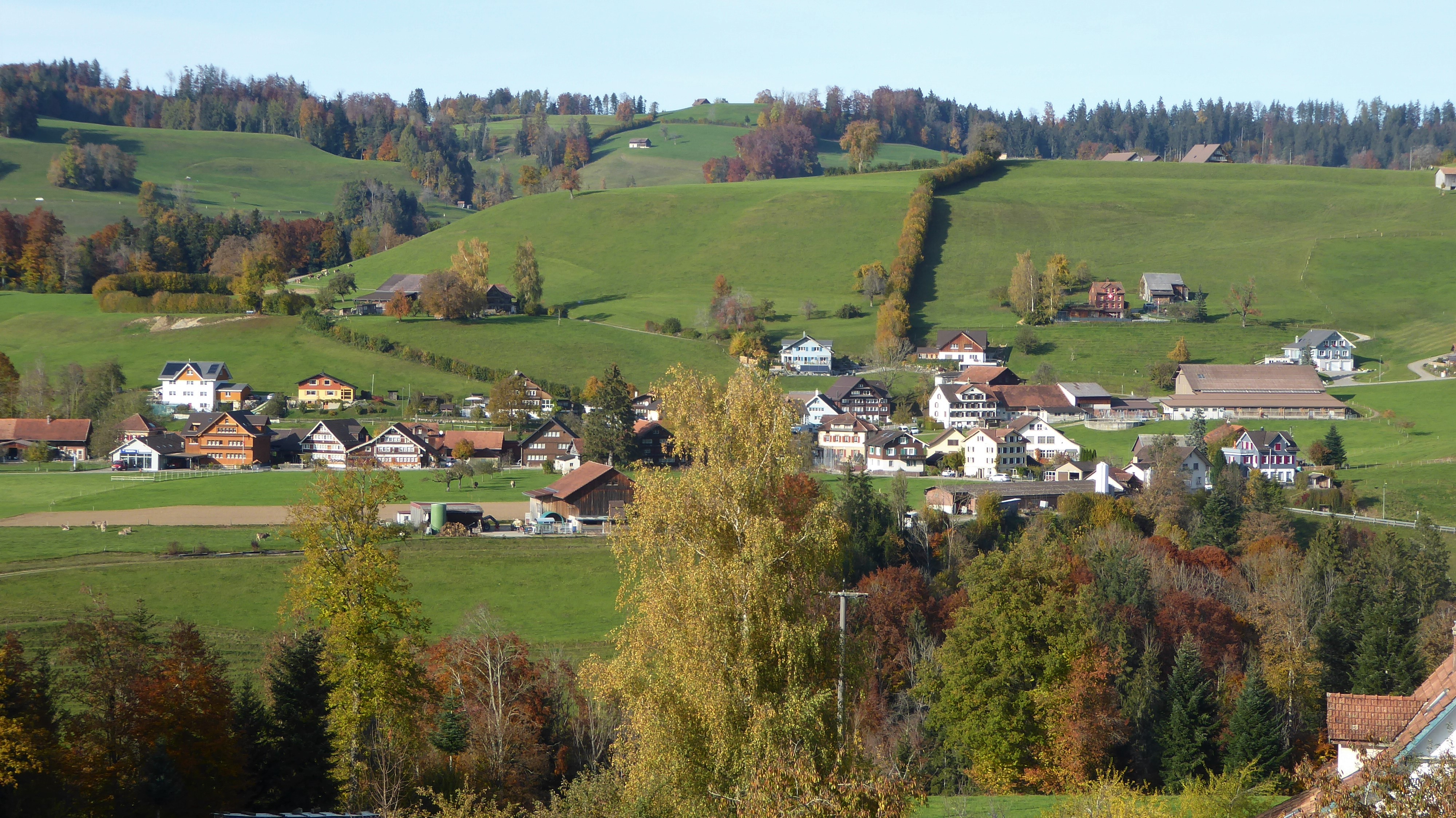
Nassen, von Mogelsberg fotografiert
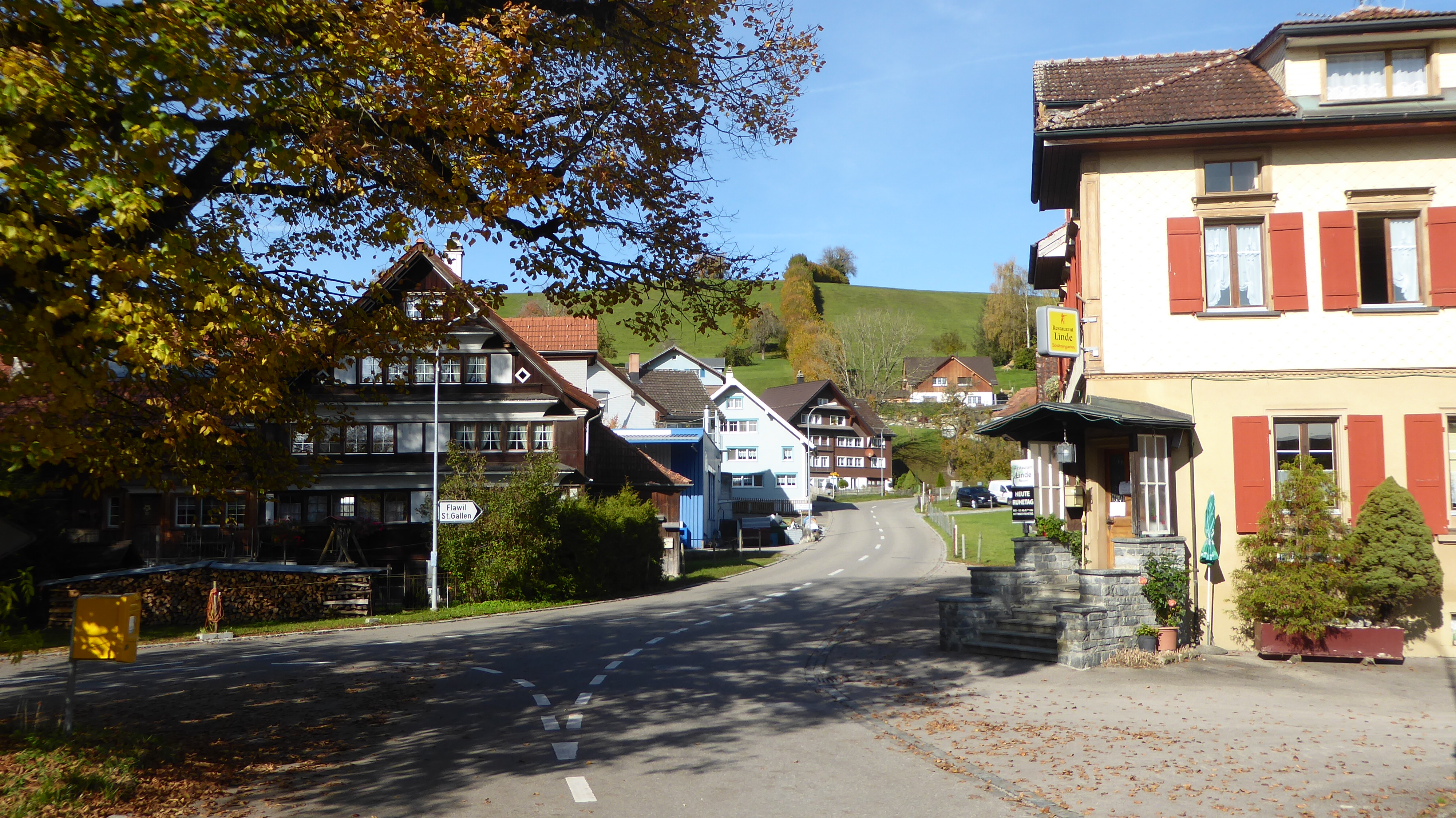
Zentrum mit Restaurant «Linde»
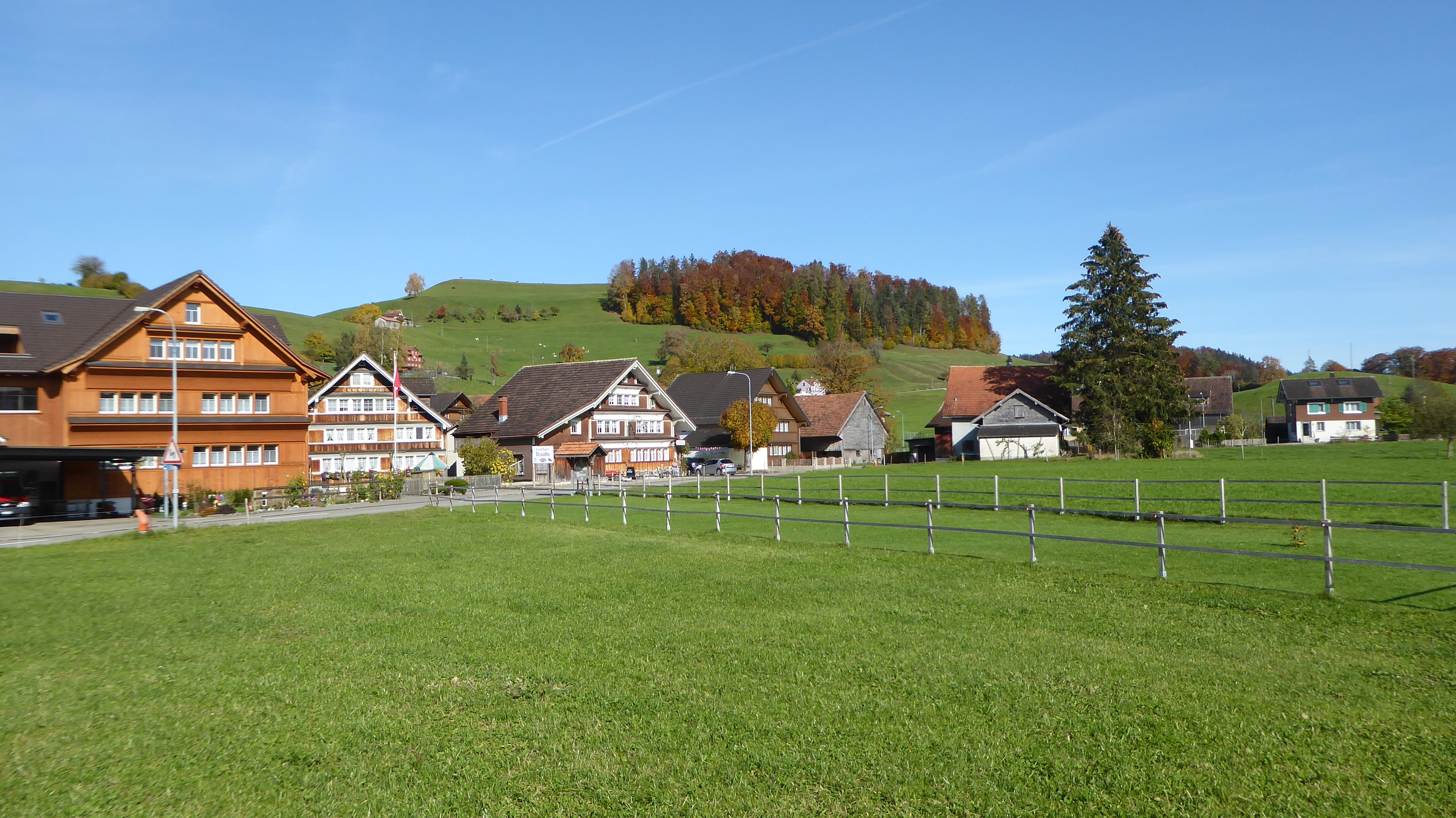
Neckerstrasse, in der Bildmitte Restaurant «Traube»